# Sadovi (Mostovskoi)
Sadovi és un khútor del krai de Krasnodar, a Rússia. Es troba a la riba dreta del riu Khodz, afluent del Labà. És a 5 km al sud-oest de Mostovskoi i a 157 km al sud-est de Krasnodar. Pertany al municipi de Mostovskoi.